# Casa del Sacerdos Amandus

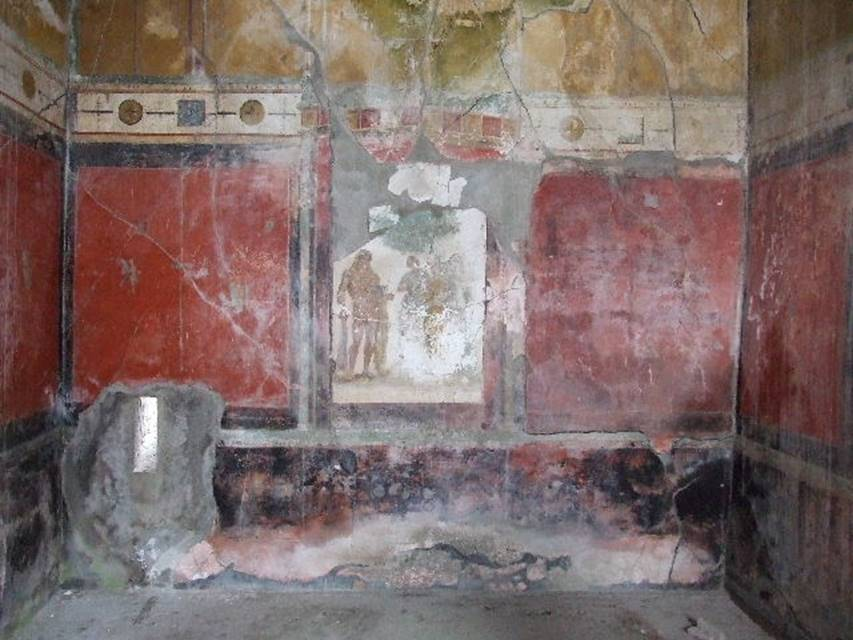
Malerei im Triclinium

Die Casa del Sacerdos Amandus (Haus des Priesters Amandus) ist ein Wohnhaus in Pompeji (I 7, 7), das 1912 und 1924 ausgegraben wurde. Der Name des Hauseigentümers, auf den sich die moderne Bezeichnung des Hauses bezieht, ist von Wahlaufschriften auf der Fassade her bekannt.

## Beschreibung
Das einst zweistöckige Haus wurde im 2. Jahrhundert v. Chr. erbaut, hat aber einen unregelmäßigen Grundriss, was auf zahlreiche Umbauten zurückzuführen ist. Von den Fauces, dem Eingangskorridor, gelangt man in ein kleines Atrium, rechts davon befindet sich ein Peristyl. Neben dem Atrium liegt das Triclinium, das mit prächtigen Malereien im 3. Stil dekoriert ist. Die Malereien sind heute zum Teil nicht sehr gut erhalten, obwohl das Haus überdacht und somit die Malereien früh geschützt wurden. Die Hauptzone der Wand ist in rote Felder aufgeteilt. Die Oberzone der Wand ist gelb. Im Zentrum jeder Wand befindet sich ein großes Gemälde. Eines von ihnen zeigt den Sturz des Ikarus, nachdem er der Sonne zu nahe kam. Ein zweites Bild zeigt die Befreiung der Andromeda durch Perseus, ein drittes Bild zeigt Polyphem, wie er Galatea entdeckt. Das vierte Bild im Raum zeigt Herakles bei den Hesperiden. Bemerkenswert bei allen diesen Bildern ist die ausführliche Darstellung der Landschaft als Hintergrund. Lawrence Richardson Jr. schreibt alle vier Bilder dem sogenannten Boscotrecase-Maler zu. Weitere Räume im Haus sind ebenfalls ausgemalt, doch sind diese Dekorationen vergleichsweise einfach.

## Galerie

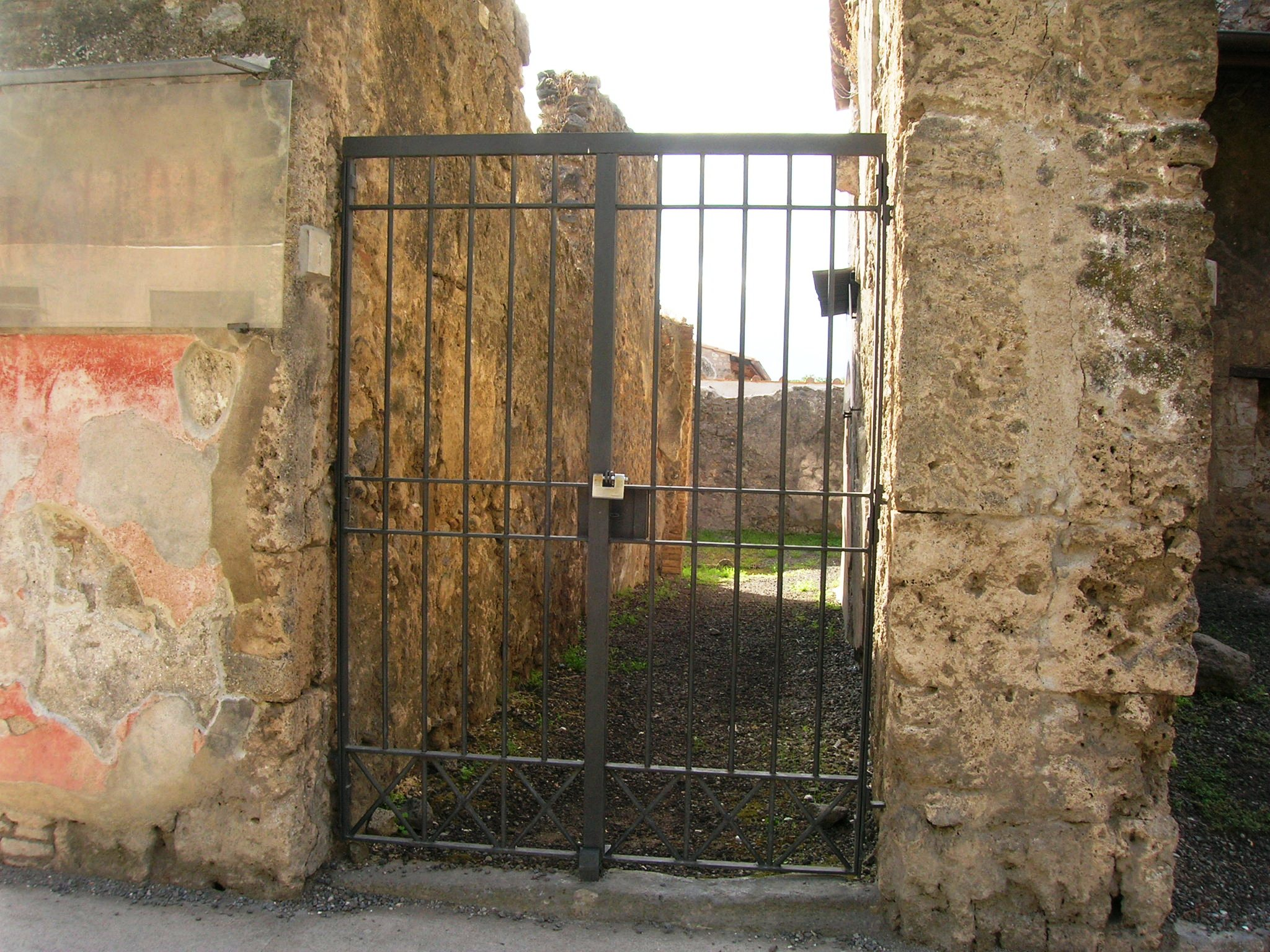
Eingang
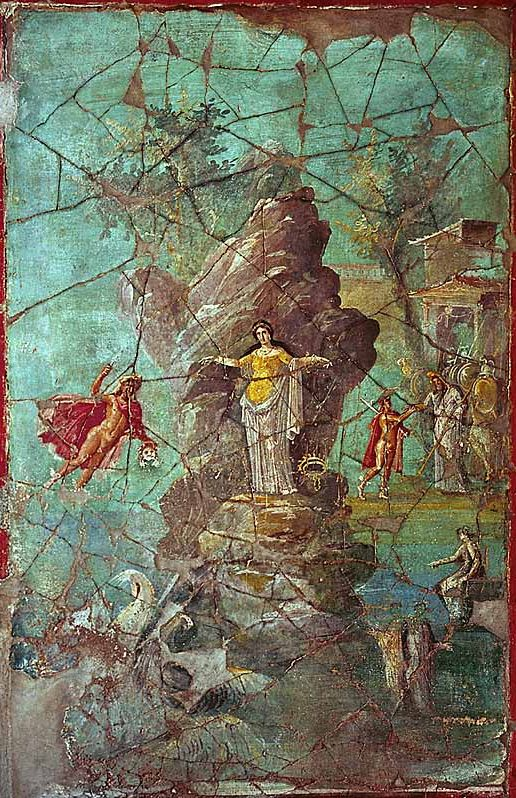
Perseus befreit Andromeda
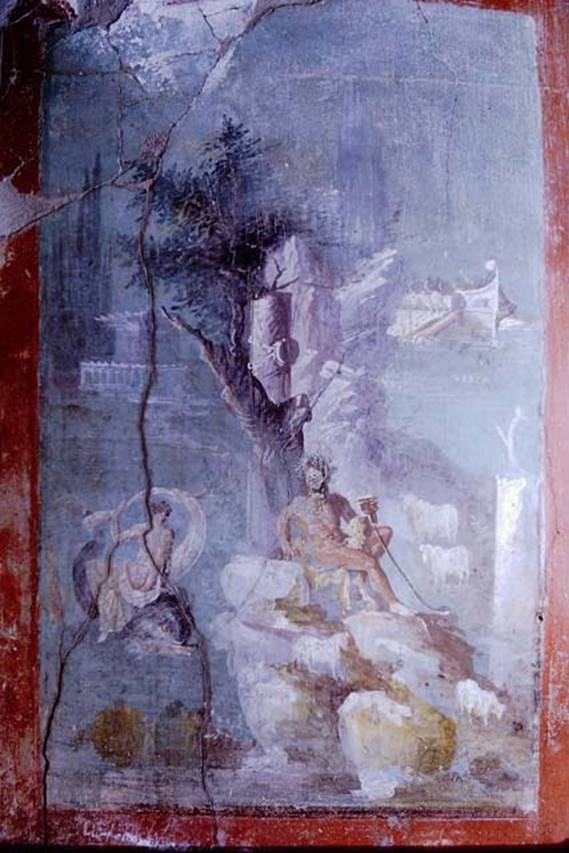
Polyphem
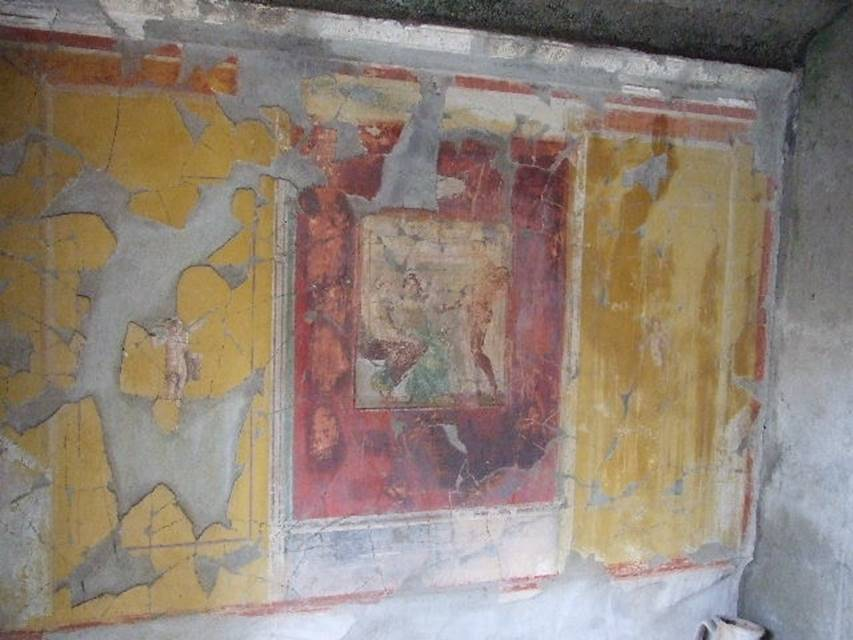
Malerei im südlichen Cubiculum